# Kanarína
Kanarína (Canarina) je rod dvouděložných rostlin z čeledi zvonkovité (Campanulaceae), zastoupený dvěma druhy ve východoafrických horách a jedním druhem na Kanárských ostrovech.

## Popis
Suchozemské nebo epifytické rostliny. Kořeny jsou tenké, dužnaté. Stonky bylinné, duté, větvené. Listy vstřícné nebo po třech uspořádané, řapíkaté. Květy jednotlivé, úžlabní nebo terminální, velké, dolů ohnuté, (5-)6(-7) četné. Koruna nálevkovitá nebo zvonkovitá. Tyčinky kratší než koruna. Plodem bobule s vytrvávajícím kalichem. Semena četná. Rostliny produkují bílý latex.

## Význam
Rostliny rodu kanarína jsou pěstovány jako okrasné rostliny.

## Druhy
- Canarina eminii Aschers. ex Schweinf. (syn. Canarina elegantissima T. C. E. Fries; Canarina eminii var. elgonensis T. C. E. Fries) – východní tropická Afrika (např. Malawi, Etiopie, Keňa, Zair); horské nebo pobřežní pralesy[5][1]
- Canarina abyssinica Engl. – Etiopie, jižní Súdán, Uganda, Keňa, Tanzanie; horské lesy, mýtiny, lesní trávníky[5]
- Canarina canariensis (L.) Vatke – endemit Kanárských ostrovů; vavřínové pralesy[2][6]